# Motorvägar i Belgien

Karta över motorvägar i Belgien

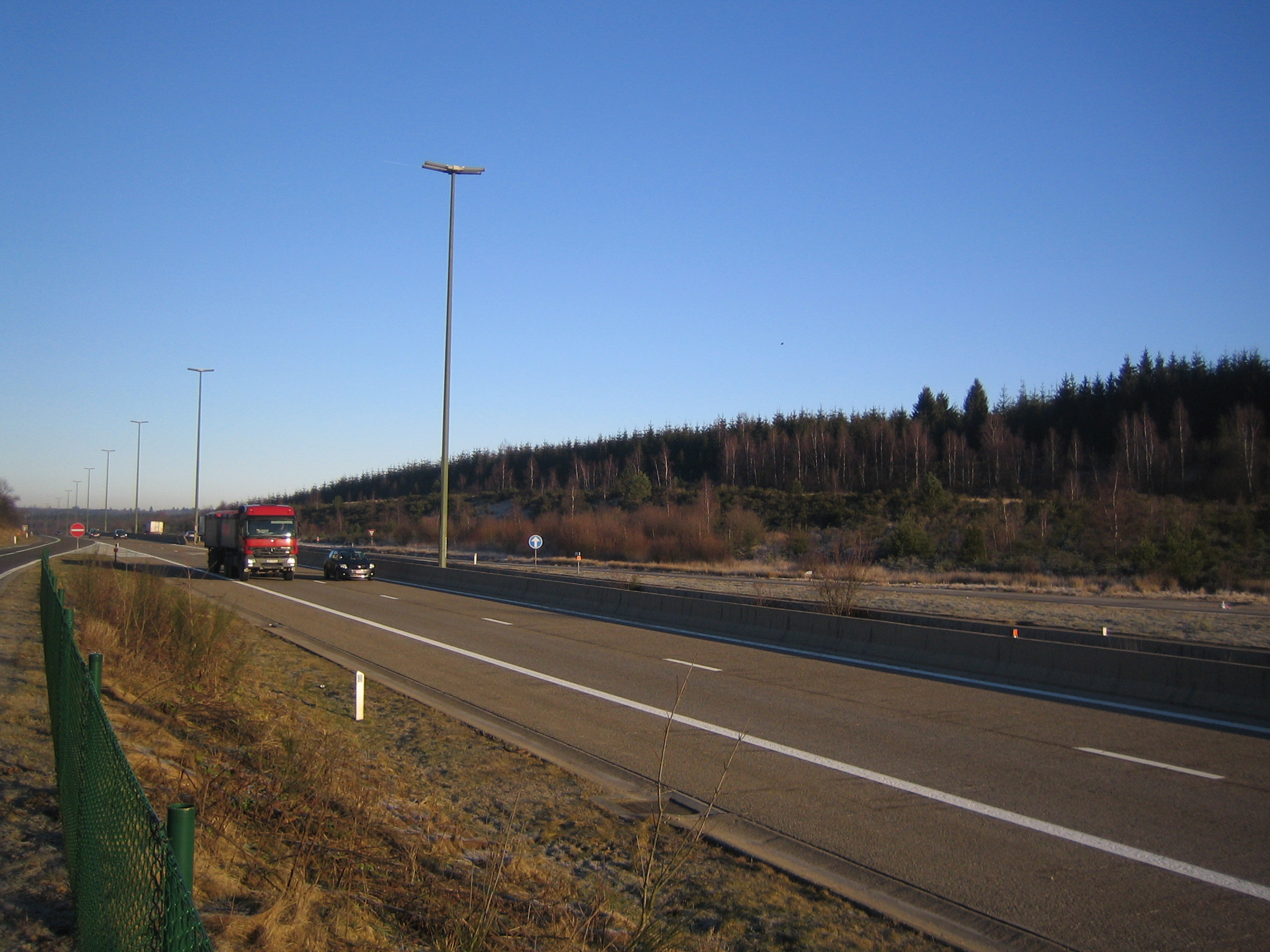
A27 near i närheten av St. Vith

Motorvägarna i Belgien är mycket väl utbyggda. Detta beror främst på att landet är mycket tätbefolkat. Landet har också en natur som gör att det också är förhållandevis lätt att bygga vägar. Belgien är ett av de länder som har de mest välutbyggda motorvägssystemen. Motorvägarna i landet har nästan alltid belysning som dessutom brukar vara av påkostad typ. Belgien är det land i Europa som har mest motorvägsbelysning. Eftersom Belgien har ett så pass tätt motorvägsnät som dessutom nästan alltid har belysning så kan denna belysning synas på satellitbilder som är tagna på natten.

## Skyltning och numrering
Alla belgiska motorvägar har ett A- eller ett R-nummer men dessa skyltas normalt inte, de flesta sträckor utgör dessutom delar i Europavägar. För europavägarna skyltas bara europavägsnumren.

## Motorvägssträckor i Belgien

### Motorvägar
- A1 - E19 - Bryssel - Mechelen - Antwerpen - (Nederländerna)
- A2 - E314 - Leuven - Diest - Genk
- A3 - E40 - Bryssel - Leuven - Liège - (Tyskland)
- A4 - E411 - Bryssel - Namur - Arlon - (Luxemburg)
- A7 - E19 - Halle - Nivelles - Bergen - (Frankrike)
- A8 - E429 - Halle - Tournai - (Frankrike)
- A10 - E40 - Bryssel - Aalst - Gent - Brygge - Oostende
- A11 - E34 - Antwerpen - Zeebrugge
- A12 -       Bryssel - Boom - Antwerpen - (Nederländerna)
- A13 - E313 - Antwerpen - Hasselt - Liège
- A14 - E17 - Antwerpen - Sint-Niklaas - Gent - Kortrijk - (Frankrike)
- A15 - E42 - La Louvière - Namur - Liège
- A16 - E42 - Mons - Tournai
- A17 - E403 - Brygge - Kortrijk - Tournai
- A18 - E40 - Brygge - Veurne - (Frankrike)
- A19 -       Kortrijk - Ieper
- A21 - E34 - Antwerpen - Turnhout - (Nederländerna)
- A25 - E25 - Liège - Visé - (Nederländerna)
- A26 - E25 - Liège - Neufchâteau
- A27 - E42 - Battice - Verviers - Malmedy - Sankt-Vith - (Tyskland)
- A28 -       Aubange - Athus
- A54 -       Nivelles - Charleroi
- A112 -       Wilrijk - motorväg nummer A12
- A201 -       Zaventem
- A501 -       La Louvière
- A503 -       Charleroi - Marcinelle
- A601 -       Förbindelsemotorväg mellan motorvägarna A3 och A13
- A602 -       Ans - motorväg nummer A26
- A604 -       motorväg A15 - Jemappe

### Motorvägsringar runt städer
- R0 - Bryssel
- R1 - Antwerpen
- R2 - Antwerpen
- R3 - Charleroi
- R4 - Gent
- R5 - Mons
- R6 - Mechelen
- R8 - Kortrijk
- R9 - Charleroi